# Arik-dín-ili
Arik-dín-ili (doslova „Bůh – věčný soudce“) byl asyrský král, který vládl v letech 1319–1308 př. n. l. Byl synem a nástupcem Enlil-niráriho.
Arik-dín-ili se již ve svých prvních dokumentech označuje jako „silný král, král asyrský“. V odkazech na stavební aktivitu přestal hlásat, že stavby byly postaveny „společně pro blaho města“, tedy městskou radou, která vládla až do nynějška spolu s králi, i když mnohdy jen formálně.
Nicméně i v tomto období Asýrie trpěla. Zdá se, že utržila několik vážných porážek ve vleklých pohraničních sporech s babylonskými vojsky kassitského krále Nazimaruttaše. I přes to se Arik-dín-ilimu podařilo rozšířit asyrské území a to na účet říše Mitanni, kam jeho vojska podnikala časté nájezdy. Obsadil oblast Kadmuše a přilehlá území, čímž se hranice Asýrie na jihozápadě posunula až ke středním toku Eufratu. Podél něj Asyřané podnikali výpady až k pohoří Zagros. Dále jsou popsány střety s aramejskými kočovnými kmeny. Jedná se o první zmínku o Aramejcích v historických zápisech. Není z nich ale jasné, kde se s nimi Arik-dín-ili potýkal, zda v přieufratském pásmu, či na pastvinách střední a horní Mezopotámie.
Z období vlády Arik-dín-iliho se poprvé zachovaly fragmenty jeho úředních záznamů, sepsaných podle chetitského vzoru. Po jeho smrti se vlády v Asýrii ujímá jeho syn Adad-nirári I.